# Liste der Listen von Fernsehsendern
Dies ist eine Liste der Listen von Fernsehsendern:

## Nach Sprache
- Liste deutschsprachiger Fernsehsender
  - Liste ehemaliger deutschsprachiger Fernsehsender

## Nach Region

### Nach Kontinenten
- Liste asiatischer Fernsehsender in Europa

### Nach Land
- Liste der Fernsehsender in Australien
- Liste der chilenischen Fernsehkanäle
- Deutschland:
  - Liste der öffentlich-rechtlichen Programme in Deutschland
  - Liste deutscher Regional- und Lokalfernsehprogramme
- Liste der griechischen Fernsehkanäle
- Liste polnischer Fernsehsender
- Liste von Fernsehsendern im Vereinigten Königreich
- Liste der Fernsehsender in den Vereinigten Staaten

## Nach Übertragungsweg
- Deutschland:
  - Liste der DVB-T-Sender in Deutschland
  - Liste der analogen Fernsehsender in Mecklenburg-Vorpommern
  - Liste der analogen Fernsehsender in Berlin
  - Liste der analogen Fernsehsender in Brandenburg

## Nach Eigentümer
- Liste von Fernsehstationen und Affiliates des Columbia Broadcasting Systems
- Liste von Fernsehstationen und Affiliates der Fox Broadcasting Company